# Trichostomum hibernicum
Trichostomum hibernicum är en bladmossart som beskrevs av Hugh Neville Dixon 1896. Trichostomum hibernicum ingår i släktet lansettmossor, och familjen Pottiaceae. Inga underarter finns listade i Catalogue of Life.